# Ángel Garachana Pérez
Ángel Garachana Pérez (Barbadillo de Herreros, 3 settembre 1944) è un vescovo cattolico e missionario spagnolo, dal 26 gennaio 2023 vescovo emerito di San Pedro Sula.

## Biografia
Ángel Garachana Pérez è nato a Barbadillo de Herreros il 3 settembre 1944 da Calixto Garachana Cuñado e Joaquina Pérez.

### Formazione e ministero sacerdotale
Ha studiato discipline umanistiche a Beire e Castro-Urdiales e nei seminari della provincia religiosa di Castiglia dei Missionari figli del Cuore Immacolato di Maria dal 1958 al 1963. Ha studi di filosofia ecclesiastica a Santo Domingo de la Calzada e teologia a Roma e alla Pontificia Università di Salamanca dove ha conseguito la laurea.
Il 19 marzo 1972 è stato ordinato presbitero. In seguito è stato vicario coadiutore della parrocchia di Nostra Signora di Guadalupe a San Pedro Sula, consigliere diocesano del Movimento dei Cursillos de Cristiandad, formatore in un seminario claretiano, professore di teologia e governo delle comunità claretiane e superiore provinciale dei missionari claretiani di Castiglia.

### Ministero episcopale
L'11 novembre 1994 papa Giovanni Paolo II lo ha nominato vescovo di San Pedro Sula. Ha ricevuto l'ordinazione episcopale il 3 febbraio successivo dall'arcivescovo metropolita di Tegucigalpa Óscar Rodríguez Maradiaga, co-consacranti il vescovo emerito di San Pedro Sula Jaime Brufau Maciá e il vescovo ausiliare di Madrid Luis Gutiérrez Martín.
Dal 1997 al 2001 è stato segretario generale del Segretariato episcopale dell'America Centrale e Panama.
Nel giugno del 2008 e nel settembre del 2017 ha compiuto la visita ad limina.
È stato vicepresidente della Conferenza episcopale dell'Honduras dal 2007 al 13 giugno 2016 e presidente della stessa dal 13 giugno 2016 all'8 giugno 2022.
Ama lo sport, in particolare il calcio e la palla basca.
Il 26 gennaio 2023 papa Francesco accoglie la sua rinuncia al governo pastorale della diocesi per raggiunti limiti di età.

## Genealogia episcopale
La genealogia episcopale è:
- Cardinale Scipione Rebiba
- Cardinale Giulio Antonio Santori
- Cardinale Girolamo Bernerio, O.P.
- Arcivescovo Galeazzo Sanvitale
- Cardinale Ludovico Ludovisi
- Cardinale Luigi Caetani
- Cardinale Ulderico Carpegna
- Cardinale Paluzzo Paluzzi Altieri degli Albertoni
- Papa Benedetto XIII
- Papa Benedetto XIV
- Papa Clemente XIII
- Cardinale Marcantonio Colonna
- Cardinale Giacinto Sigismondo Gerdil, B.
- Cardinale Giulio Maria della Somaglia
- Cardinale Carlo Odescalchi, S.I.
- Cardinale Costantino Patrizi Naro
- Cardinale Lucido Maria Parocchi
- Papa Pio X
- Papa Benedetto XV
- Papa Pio XII
- Cardinale Eugène Tisserant
- Papa Paolo VI
- Arcivescovo Gabriel Montalvo Higuera
- Cardinale Óscar Rodríguez Maradiaga, S.D.B.
- Vescovo Angel Garachana Pérez, C.M.F.